# U. S. Motor Car Company
U. S. Motor Car Company war ein US-amerikanischer Hersteller von Automobilen.

## Unternehmensgeschichte
Das Unternehmen wurde 1907 in Upper Sandusky in Ohio gegründet. Im Sommer 1907 begann die Produktion von Automobilen. Der Markenname lautete US. Nach nur sechs Monaten endete 1907 die Produktion.

## Fahrzeuge
Im Angebot stand nur das Model A. Es hatte einen Vierzylindermotor mit Luftkühlung. Jeweils 82,55 mm Bohrung und Hub ergaben 1767 cm³ Hubraum. Der Motor leistete 12 PS. Er trieb über ein Dreiganggetriebe und eine Kardanwelle die Hinterachse an. Das Fahrgestell bestand aus Holz. Der Radstand betrug zunächst 229 cm und später 244 cm. Der Aufbau war ein Runabout mit zwei Sitzen. Der Neupreis stieg von anfangs 750 US-Dollar auf 900 Dollar.